# Standhitze
Der Begriff Standhitze, auch Östrus genannt, stammt aus der kynologischen Fachsprache und beschreibt die Duldungsphase während der Läufigkeit. Etwa in der Mitte der Läufigkeit (teilweise auch früher oder später) steht die Hündin bei Annäherung eines Rüden: die Beine sind fest aufgesetzt, damit der Rüde für den Deckakt aufsteigen kann. Daher der Begriff Standhitze.
Die Hündin drückt außerdem den Rücken durch und legt ihre Rute zur Seite. Während dieser Phase sind Hündinnen auf der Suche nach anderen Hunden, woher sich der Begriff der Läufigkeit ableiten lassen kann. Pheromone der Hündin signalisieren ihre Paarungsbereitschaft und locken Rüden an. Auch fallen die Eisprünge in diese Zeit.

## Fruchtbare Phase

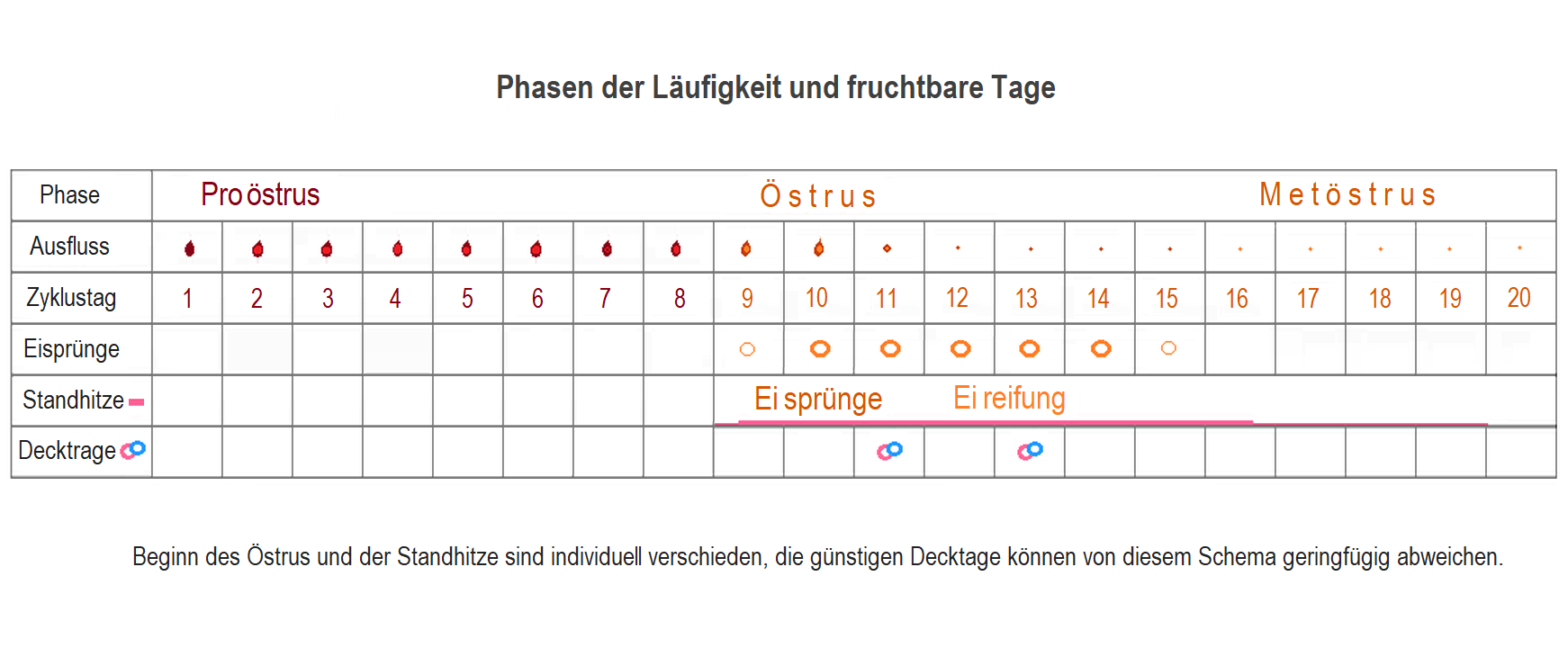
Phasen der Läufigkeit der Hündin und fruchtbare Tage.

Anders als bei den meisten anderen Säugetieren erfolgt bei Hündinnen die Reifung der Eizellen (Oogenese), welche sie befruchtungsfähig macht, erst nach den Eisprüngen im Laufe der folgenden etwa 48 – 72 Stunden in den Eileitern, wenn der Progesteronspiegel angestiegen ist. Es wurde aber auch eine ausnahmsweise Befruchtung noch unreifer Eizellen beobachtet. Nach der Reifung im Eileiter sind die Eizellen etwa zwei Tage befruchtungsfähig. Die Eisprünge erfolgen innerhalb von 12 bis 36 Stunden.
Die Überlebensdauer der Spermien des Rüden im weiblichen Genitaltrakt beträgt in der Regel mehrere Tage, bis zu 11 Tagen.
Manche Hündinnen zeigen die typischen Reaktionen auf Berührungen auch außerhalb der fruchtbaren Phase. Für die Bestimmung der Decktage müssen daher noch weitere Kennzeichen festgestellt werden.

## Deckzeitbestimmung
Der Beginn der Paarungsbereitschaft der Hündin fällt zeitlich normalerweise mit dem Beginn der fruchtbaren Zeit zusammen. Wann  günstige Zeitpunkte für einen oder zwei Deckakte zu erwarten sind, kann der Tierarzt durch eine Untersuchung des Hormonspiegels feststellen und vorhersagen. Der Besitzer der Hündin erkennt durch Berührungen neben der Vulva an den Reaktionen der Hündin, ob sie sich in der Standhitze befindet. Die Hündin bewegt dann den Rutenansatz nach oben und zur Seite und bildet ein leichtes Hohlkreuz bis hin zum rückwärts Drängen. Damit schafft sie die optimalen Voraussetzungen für einen erfolgreichen Natursprung. Gleichzeitig muss auch der maximale Schwellungszustand der Vulva erreicht sein.

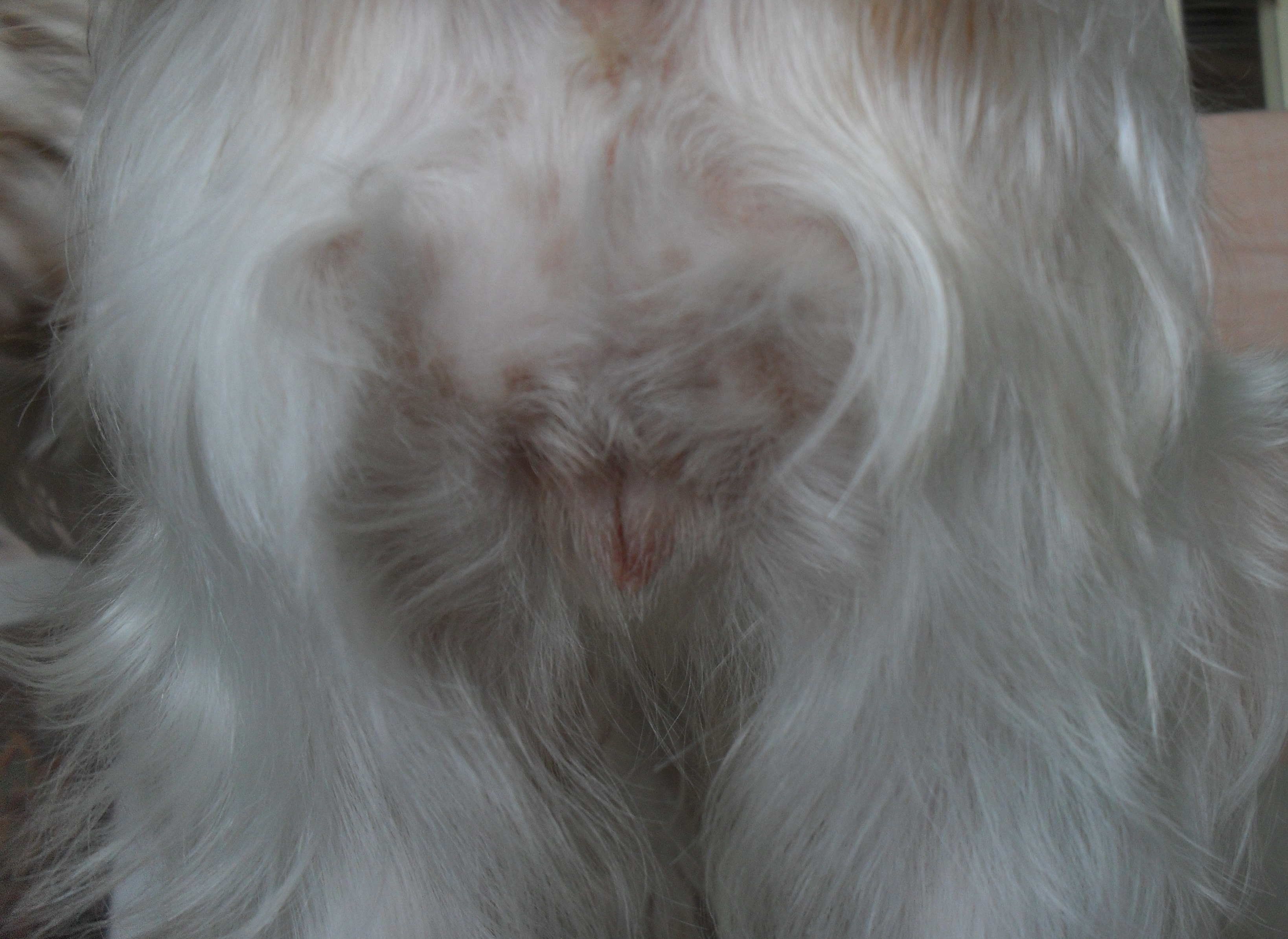
Ruhephase zwischen den Zyklen (Anöstrus)
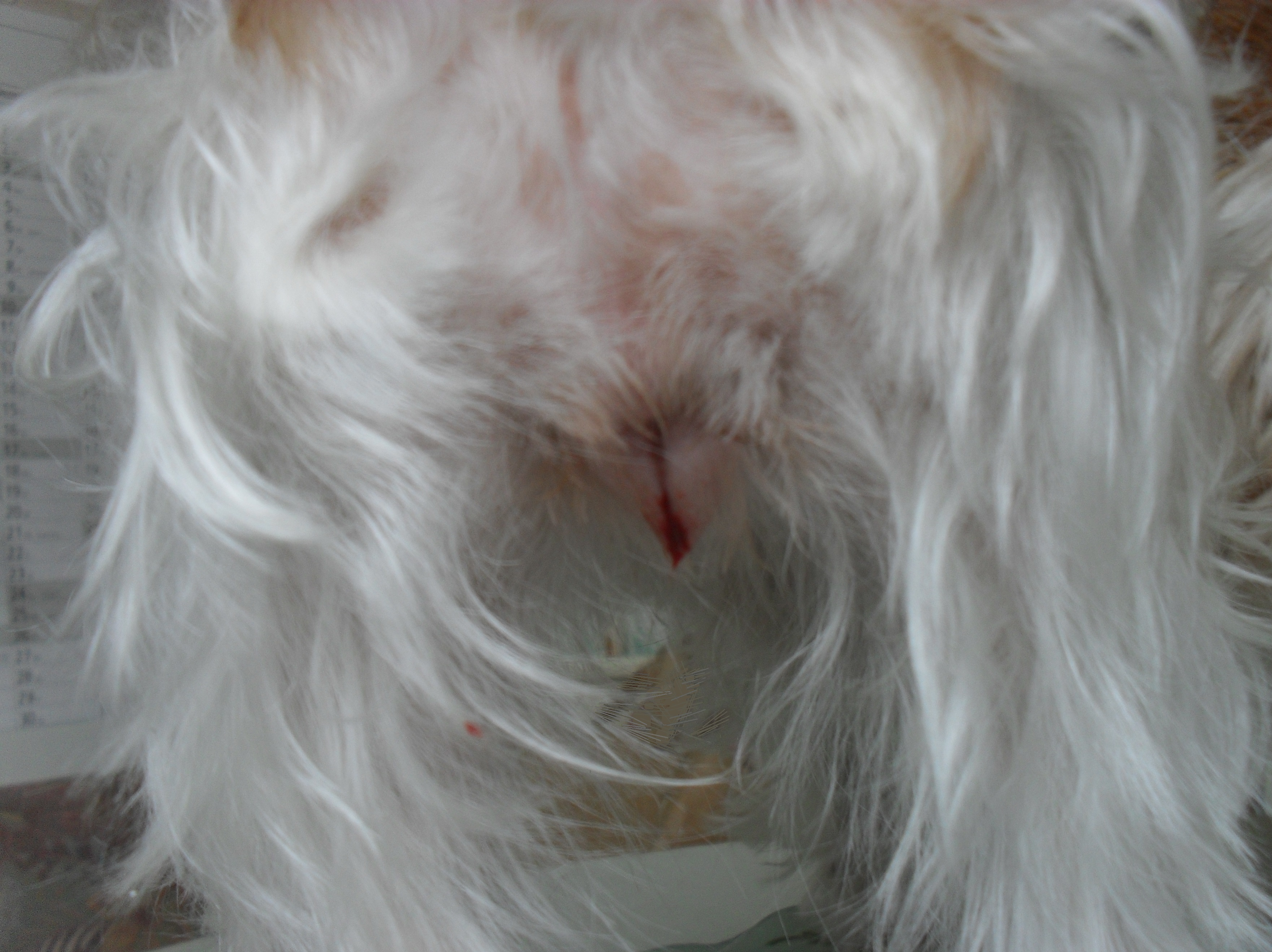
1. Tag der Blutung: geringe Schwellung
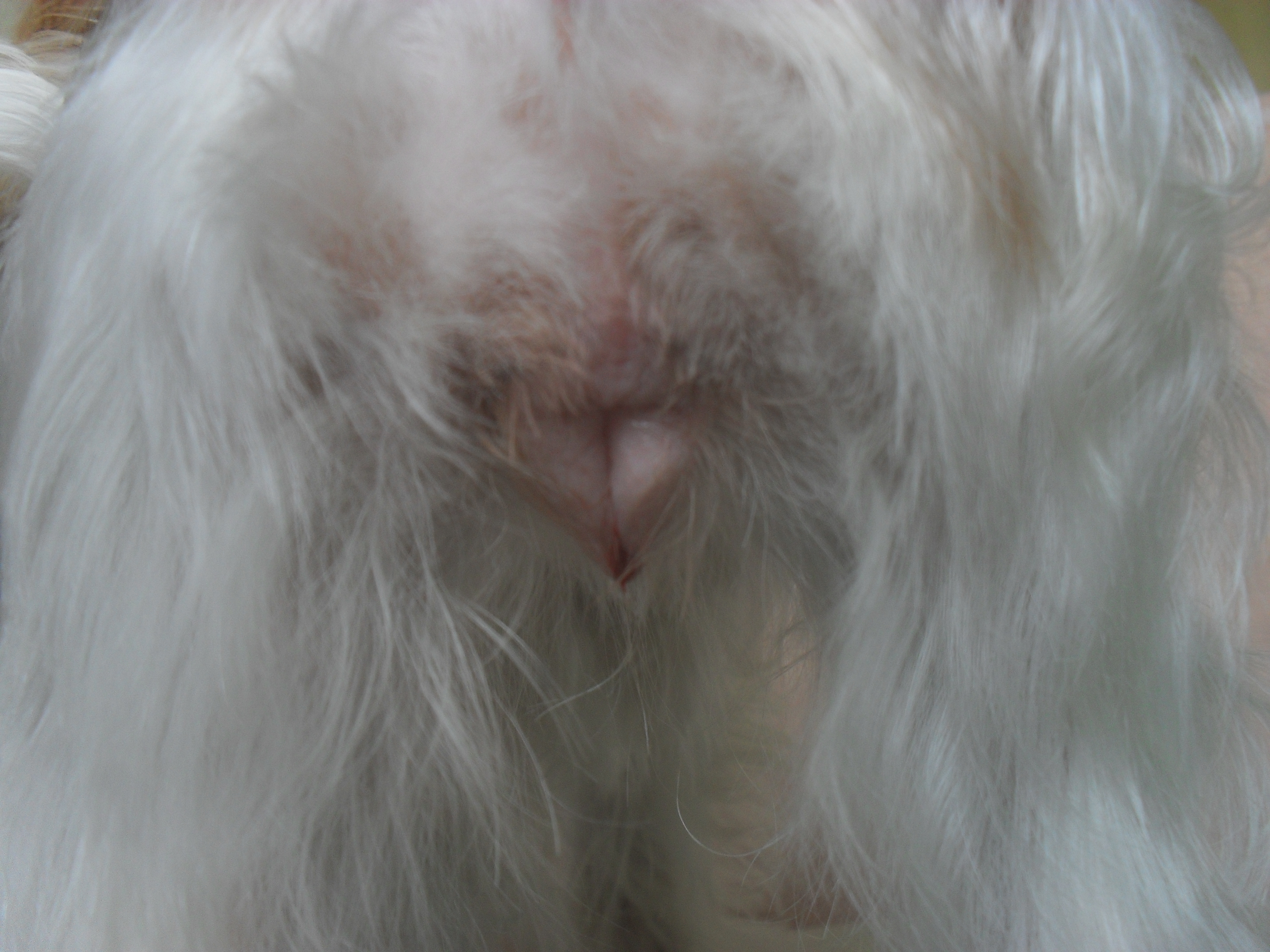
5. Tag der Blutung: Schwellung nimmt zu
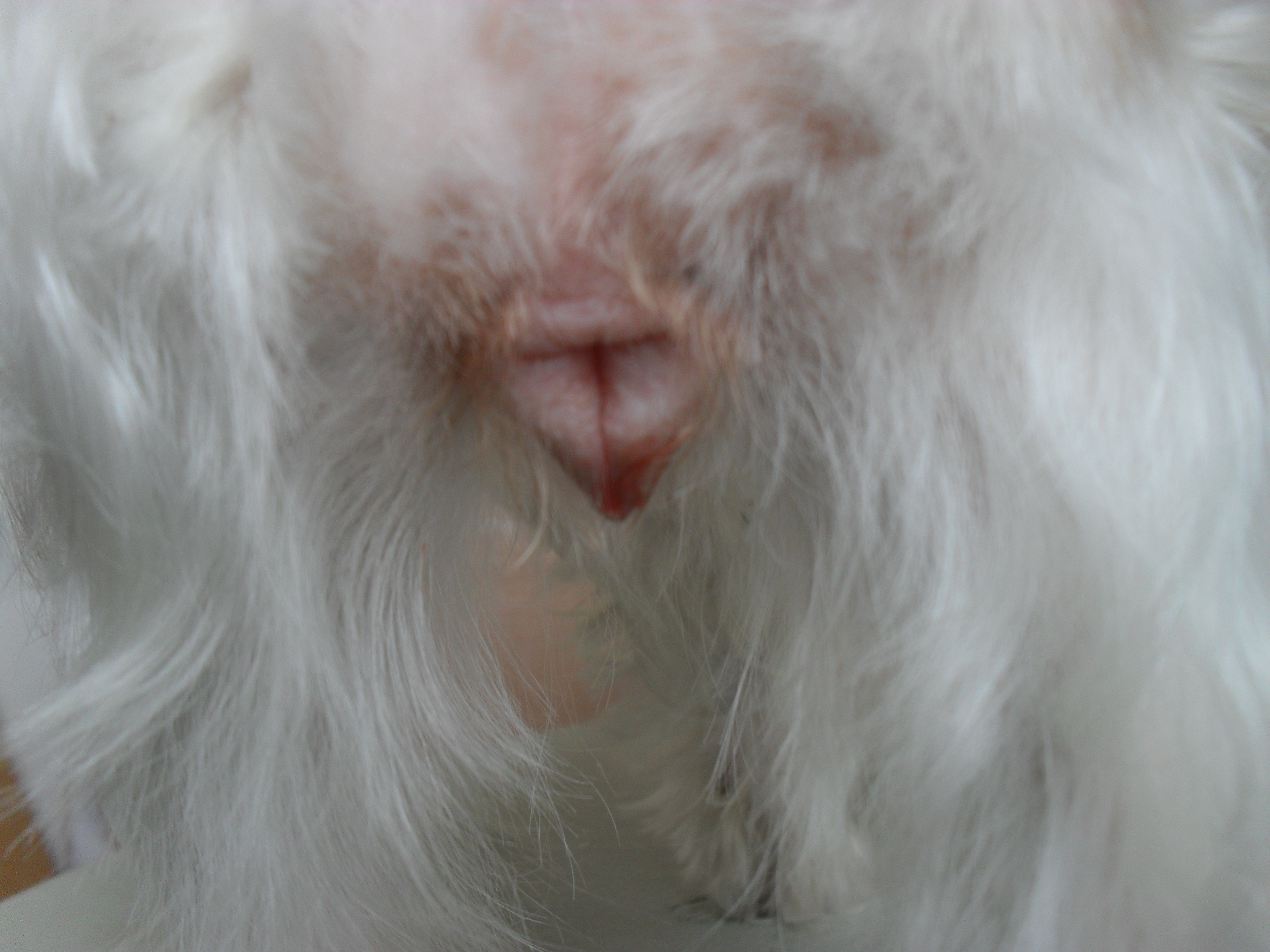
9. Tag der Blutung: starke Schwellung, Hündin kann schon paarungsbereit sein.
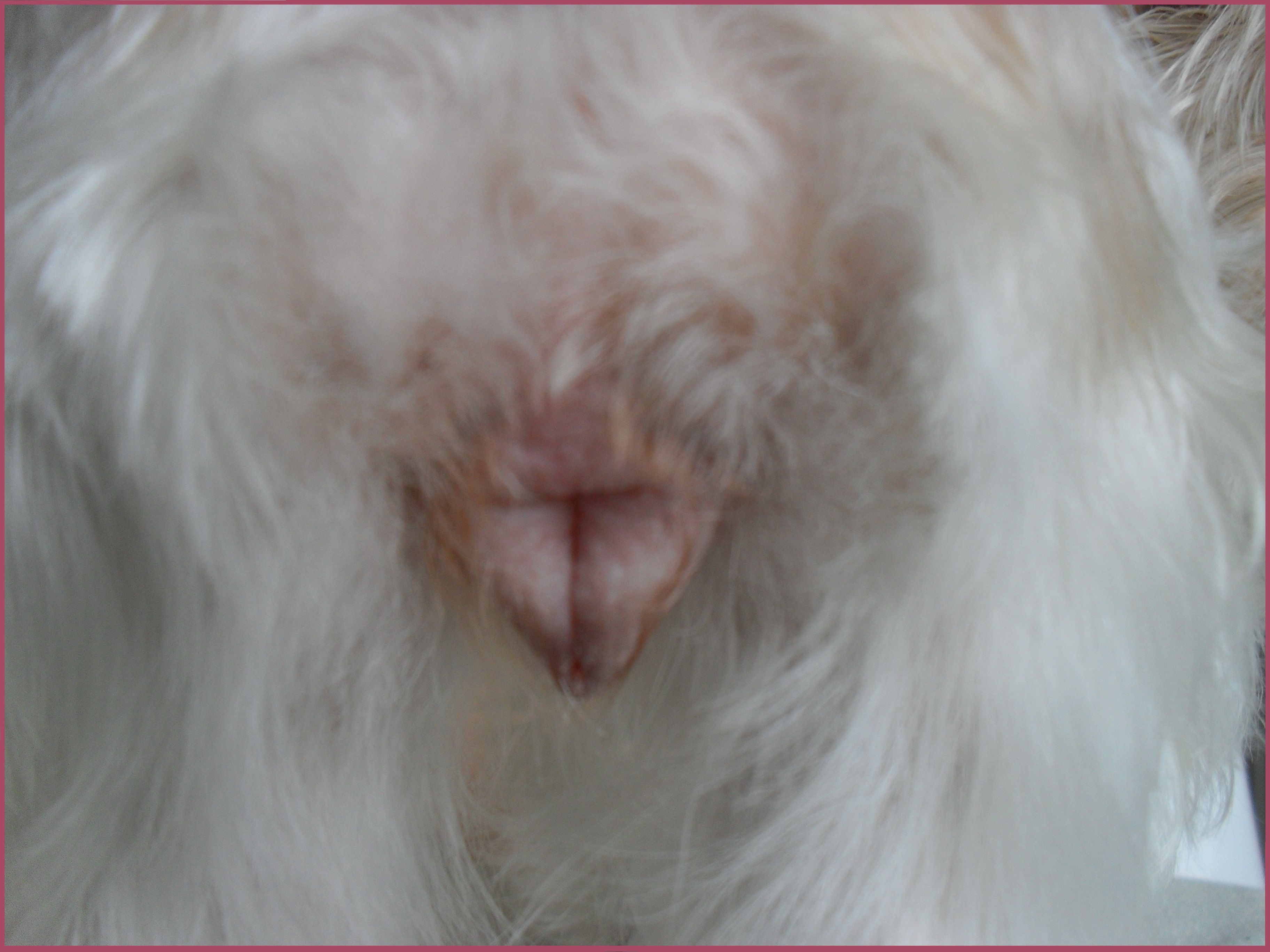
11. Tag: Ausfluss wird hell: Beginn des Östrus, Standhitze 11. – 13. Tag günstig zum Decken.
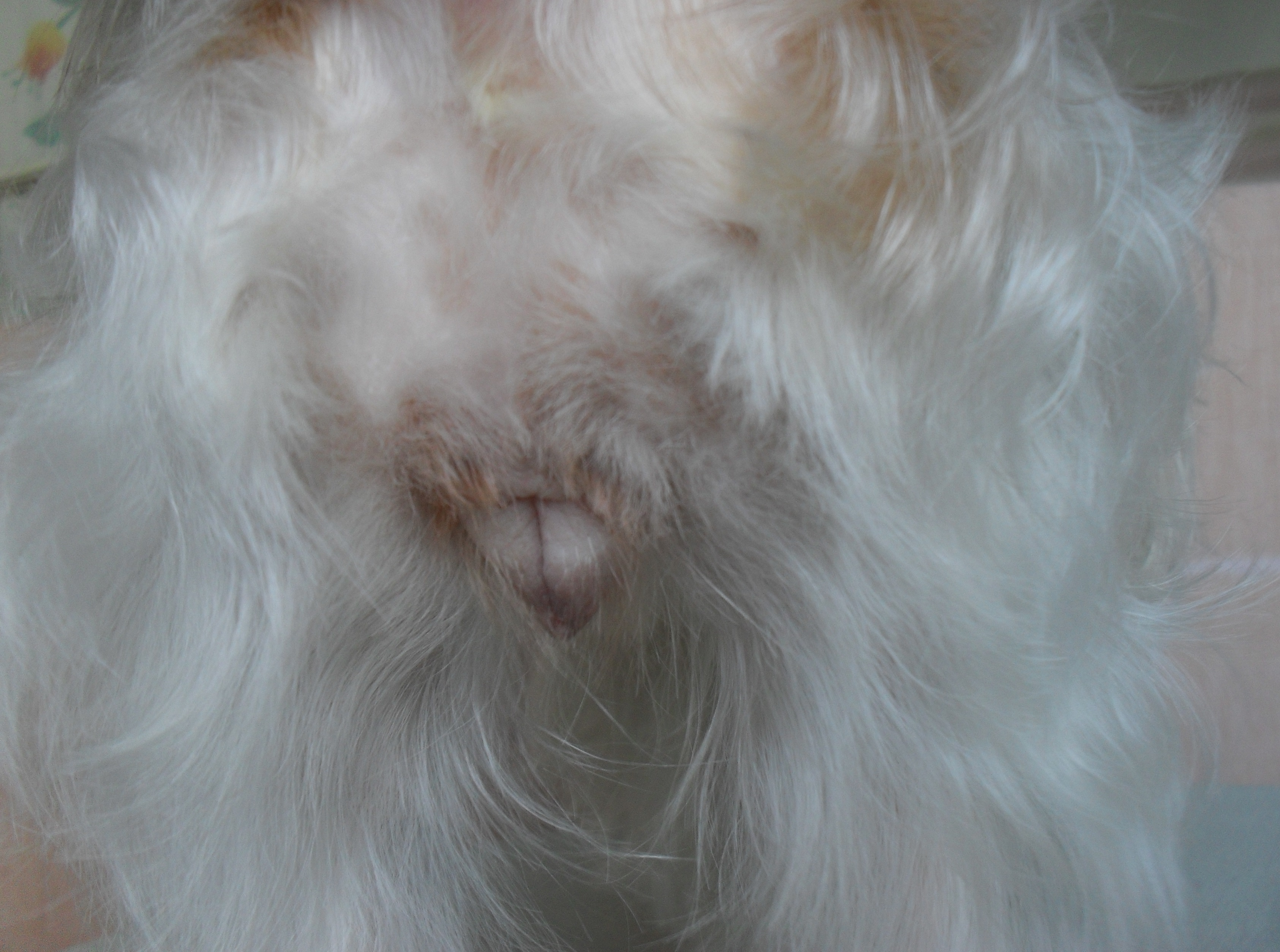
15. Tag: Die Schwellung geht zurück. Beginn des Östrus. Die Hündin ist noch paarungsbereit.

Durch Zählen der Zyklustage beginnend mit dem ersten Blutungstag kann man die voraussichtlich günstigen Decktage berechnen. Bei weißen Hündinnen ist das erste Blut zu Beginn der Läufigkeit deutlich zu erkennen. Bei Hündinnen mit braunem und dunklem Fell und dunkler Hautfarbe kann der Besitzer den Beginn der Läufigkeit übersehen. Der Beginn der Standhitze lässt sich dennoch am Zustand der Vulva ablesen. Der Präöstrus, also die Phase vor dem Beginn der fruchtbaren Phase, kann 7 bis 15 Tage dauern. Entsprechend ist der Beginn der Standhitze früher oder später als in der exemplarischen Bildfolge.